# On the House
Albums de Slaughterhouse
Slaughterhouse
(2011) Welcome to: Our House
(2012)
On the House est la première mixtape officielle de Slaughterhouse, sortie le 19 août 2012.

## Liste des titres
| No  | Titre                                                   | Contient un (des) sample(s) de | Durée |
| --- | ------------------------------------------------------- | --- | ----- |
| 1.  | Back the Fuck Up (Produit par StreetRunner et Sarom)    | Just Another Day de Lloyd Banks | 6:15  |
| 2.  | Weight Scale (Produit par Salaam Remi)                  | Niggas Bleed de The Notorious B.I.G. Nasty de Nas Ill Mind of Hopsin 4 d'Hopsin                                                                     | 5:15  |
| 3.  | On the House (Produit par Sarom)                        | | 3:47  |
| 4.  | Sucka MC's (featuring Freeway – Produit par Mr. Porter) | You Were Meant for Me de Donny Hathaway | 5:09  |
| 5.  | Ya Talkin (Produit par J.U.S.T.I.C.E. League)           | | 4:17  |
| 6.  | All On Me (Produit par The Alchemist)                   | | 3:59  |
| 7.  | See Dead People (Produit par AraabMuzik)                | | 7:57  |
| 8.  | Where Sinners Dwell (Produit par Hit-Boy)               | Cold de Kanye West featuring DJ Khaled | 2:41  |
| 9.  | Juggernauts (Produit par The Klasix)                    | Sirius du Alan Parsons Project Notorious Thugs de The Notorious B.I.G. featuring Bone Thugs-N-Harmony Patiently Waiting de 50 Cent featuring Eminem | 4:02  |
| 10. | Coming Home (Produit par Jai Dave)                      | | 5:28  |
| 11. | Gone (featuring K-Young – Produit par Pitchshifters)    | | 4:59  |
| 12. | Who I Am (featuring SLV – Produit par Sarom)            | A Garden of Peace de Lonnie Liston Smith | 4:24  |
| 13. | Truth or Truth Pt.1 (Produit par No I.D.)               | | 14:31 |